# Rhizopsammia wellingtoni
Rhizopsammia wellingtoni är en korallart som beskrevs av Wells 1982. Rhizopsammia wellingtoni ingår i släktet Rhizopsammia och familjen Dendrophylliidae. IUCN kategoriserar arten globalt som akut hotad. Inga underarter finns listade i Catalogue of Life.